# Po prostu razem
Po prostu razem (fr. Ensemble, c'est tout) – francuski film obyczajowy z 2007 roku na podstawie powieści Anny Gavaldy.

## Opis fabuły
Camille, 27-letnia dziewczyna z talentem rysowniczym, zarabia sprzątając nocami biura. Mieszka w pokoiku bony na poddaszu XIX-wiecznej haussmannowskiej kamienicy w Paryżu. Zaprzyjaźnia się z Philibertem, sprzedawcą pocztówek, który opiekuje się dużym apartamentem w tej samej kamienicy. Philibert jest potomkiem wielkiej arystokracji, ale bezskutecznie próbuje przezwyciężyć jąkanie. Podczas ostrej grypy Camille, Philibert opiekuje się nią i udostępnia pokój w apartamencie. To początkowo powoduje konflikt ze współlokatorem Philiberta, Franckiem, ciężko pracującym kucharzem, jego jedyną rozrywką jest motor, przygodne dziewczyny i wizyty u babci, Paulette, która go wychowywała. Camille i Franck jednak również zaprzyjaźniają się, a Camille namawia Francka i Philiberta, żeby Paulette zamieszkała z nimi. Ta oryginalna czwórka musi teraz nauczyć się żyć razem.

## Główne role
- Audrey Tautou - Camille Fauque
- Guillaume Canet - Franck
- Laurent Stocker - Philibert Marquet de la Tubelière
- Françoise Bertin - Paulette
- Sandrine Mazéas - Sandrine